# 中共上海市委党校
中共上海市委党校（加挂牌子上海行政学院）是位於中華人民共和國上海市徐匯區上海師範大學徐匯校區附近的一個官員和中共幹部培訓學校，受中共上海市委和上海市人民政府雙重領導。　　

## 校區
上海行政学院共有校本部和两个校区。校本部位于上海市徐汇区虹漕南路200号、123号，佔地面积225亩，建筑面积约16万平方米。梅陇校区位于徐汇区梅陇路161号，佔地面积37亩，建筑面积约4.4万平方米。淀山湖校区位于青浦区朱家角镇绿湖路301弄18号，佔地面积165亩，建筑面积约1.3万平方米。

## 歷史
1949年6月16日，中共上海市委党校成立，文化大革命期间中共上海市委党校停办，1977年11月恢復。1986年，上海市行政管理干部学院設立，並且與中共上海市委党校一个机构两块牌子。1989年，上海市行政管理干部学院更名为上海行政学院。

## 外部連結
- 官方网站